# Mangora tefe
Mangora tefe là một loài nhện trong họ Araneidae.
Loài này thuộc chi Mangora. Mangora tefe được Herbert Walter Levi miêu tả năm 2007.